# Soth Polin
Cette page contient des caractères spéciaux ou non latins. S’ils s’affichent mal (▯, ?, etc.), consultez la page d’aide Unicode.
Dans ce nom khmer, le nom de famille, Soth, précède le nom personnel.
Œuvres principales
L’Anarchiste (roman, 1980)
Génial et génital (recueil de nouvelles, 1969)
Soth Polin (khmer : សុទ្ធ ប៉ូលីន), né en 1943 dans la province de Kampong Cham, est un célèbre écrivain et journaliste cambodgien. Il est souvent considéré en France comme l’auteur d’un seul livre,  L’Anarchiste, rédigé en français quelques mois après la chute du régime de Pol Pot, roman noir et désespéré où se mêlent érotisme sauvage et douleur de vivre. Son œuvre en khmer est pourtant abondante. Elle commence à peine à être traduite en français.
Journaliste politique à la plume féroce, Soth Polin s'est opposé toute sa vie (avant et après 1979) au prince Norodom Sihanouk et aux communistes.
Il fut l'un des premiers à tirer la sonnette d'alarme en Europe sur la gravité des crimes commis par les Khmers rouges.

## Biographie

### Enfance: arrière-petit-fils d'un poète national et élève d'un futur dictateur sanguinaire
Soth Polin est né le 9 février 1943 dans le village de Chroy Thmar, district de Kampong Siem, province de Kampong Cham. Son arrière-grand-père maternel était le grand poète national Nou Kan, auteur de Teav-Ek (khmer : ទាវឯក), une version de Tum Teav, chef-d'œuvre de la poésie amoureuse cambodgienne. Il grandit en parlant à la fois le français et le khmer. Tout au long de sa jeunesse, il alterne lecture des classiques cambodgiens et étude de la littérature et de la philosophie occidentales. Au collège, il a brièvement comme professeur de littérature française Saloth Sâr, le futur Pol Pot, de retour de Paris.

### Jeunesse: trublion des lettres modernes cambodgiennes
Après des études de philosophie, il devient lui-même professeur. À 22 ans, en 1965, il publie son premier roman en langue khmère, «Une vie absurde», fortement influencé par Nietzsche, Freud et la philosophie bouddhiste. Ce livre connaît un énorme succès. C’est encore aujourd’hui l’un des livres préférés des jeunes lecteurs cambodgiens. Suivent de nombreux romans et nouvelles, parmi lesquels « Un Aventurier sans étoile », « Un homme s'ennuie », « On ne meurt qu'une fois », « La Mort dans l'âme ».

### Pendant la Guerre civile du Cambodge: écrivain scandaleux et journaliste engagé
Soth Polin commence  à travailler comme journaliste au Khmer Ekareach (Le Khmer Indépendant), journal de son oncle, l'ancien Premier ministre Sim Var. En 1969, de retour d'un séjour d'un an en Europe (à Paris et Berlin), il fonde avec Sin Kim Suy son propre journal et sa propre maison d'édition, Nokor Thom (khmer : នគរធំ, Le Grand Royaume). L'érotisme et le nihilisme de ses romans font scandale. Il devient l'un des écrivains les plus adulés et les plus détestés du pays. Jouant volontiers avec l'autofiction, il met souvent en scène un personnage de « loser » hanté par la perte d'une unité intérieure. Militant nationaliste pro-américain, il combat avec acharnement les royalistes et les communistes, mais s'attaque également aux personnels corrompus du parti républicain de Lon Nol, ce qui lui vaut des inimitiés mortelles dans son propre camp.

### Cambodge année zéro: chauffeur de taxi et auteur en exil à Paris
En juillet 1974, à la suite de l'assassinat de son ami Thach Chea, ministre délégué à l'Éducation, Soth Polin craignant pour sa sécurité, se réfugie précipitamment avec femme et enfants en France. Il travaille comme chauffeur de taxi et entreprend l'écriture de son roman L’Anarchiste, publié en 1980 aux Éditions de la Table ronde, dans lequel il exprime sa « douleur cambodgienne » (les sbires de Pol Pot viennent d'assassiner son père et deux de ses frères) et règle ses comptes avec l'intelligentsia parisienne pro-Khmers rouges. Malgré le succès relatif de son livre, il quitte la France, presque dans la foulée, et part s’établir sur la côte ouest des États-Unis.

### L'impossible retour: immigré khmer en Californie
Ne bénéficiant pas du statut de réfugié aux États-Unis, Soth Polin vit d'expédients, travaillant dans des journaux locaux en langue khmère, puis se lançant dans des activités commerciales qui le mènent à la faillite et à un déclassement social définitif. Il continue d'écrire des récits, le plus souvent inachevés et non publiés, dans lesquels il met en scène, avec un sens aigu de l'autodérision, ses déboires sentimentaux et économiques. Il y dresse également un portrait au vitriol de la communauté des réfugiés khmers de Californie.
Soth Polin vit aujourd'hui seul dans le dénuement. Il survit grâce à une modeste allocation sociale. Il n'est jamais retourné ni en France ni au Cambodge.

## Publications

### Romans

#### Romans en langue khmère
- ជីវិតឥតន័យ (Une vie absurde, Phnom Penh, 1965; réédité par Nokor Thom dans les années 1970; réédité à Paris par L'Institut de l'Asie du Sud-Est dans les années 1980) BNF 35571710 .
- ខូចសតិព្រោះកាមតណ្ហា (Fou de désir, Phnom Penh, 1965).
- ស្នេហ៍អពមង្គល (Misérables amours, Phnom Penh, 1965).
- អូនជាម្ចាស់ស្នេហ៍ (Tu es l'amour de ma vie, Phnom Penh, 1966).
- ក្ស័យតែម្ដងទេ (On ne meurt qu'une fois, Phnom Penh, 1967).
- ចំតិតឥតអាសូរ (Sans pitié, les fesses en arrière, Phnom Penh, 1967), interdit par Sihanouk mais réédité sous le manteau avec comme nouveau titre ចំតិតទៀតហើយ (Sans pitié, toujours les fesses en arrière).
- បុរសអផ្សុក (Un homme s'ennuie, Phnom Penh, 1968).
- អ្នកផ្សងព្រេងអារាត់អារាយ (Un aventurier sans étoile, Phnom Penh, 1969; réédité par l'Institut de l'Asie du Sud-Est, Paris, 1982)
- អ្នកមេម៉ាយនៅអិល-អេ (La Veuve de L.A., Long Beach, 1993).
- ស្នេហាដាច់ខ្យល់នៅឡាសវ៉េហ្គាស (Les amours agonisent à Las Vegas, Long Beach, 1995).

#### Roman en langue française
- L'Anarchiste (Éditions de la Table ronde, Paris, 1980; réédité en 2011, avec une préface de Patrick Deville, puis en 2025, hors collection, illustré par Phouséra Ing, dit Séra[9]).

### Théâtre
- បាក់ធ្មេញ (La Dent cassée, Long Beach, 1995).

### Nouvelles

#### Nouvelles en langue khmère
- ឲ្យបងធ្វើអី... បងធ្វើដែរ! (Tout ce que tu me diras de faire.. Je le ferai, Phnom Penh, 1969) : 1.ការទាក់ទងគ្នា... 2.បង្គាប់មកបងចុះអូន!...3.អ្វីៗដែលផ្លាស់ប្ដូ!... 4.ឲ្យបងធ្វើអី... បងធ្វើដែរ!
- មរណៈក្នុងដួងចិត្ត (La Mort dans l'âme, Phnom Penh, 1973) : 1.ព្រលឹងប្ដីអើយ... ខ្លួនអូនរហែក... 2.រកគន្លិះប្ដីខ្ញុំ... មិនឃើញសោះ... 3.ពស់ក្បាលពីរ... 4.ក្បាលបោកផ្ទប់នឹងជញ្ជាំង... 5.ស៊ូទ្រាំគ្រាំគ្រាយូរមកហើយ... 6.មរណៈក្នុងដួងចិត្ត...
- ស្ដេចចង់ (Le Jeu du Roi désir, Long Beach, 1992) : 1.ស្ដេចចង់ 2.កសាងស្រមោលអតិតៈ 3.ក្លិនតណ្ហានៅហ្វ្រេស្ណូ

#### Nouvelles en langue française
- Des lunettes pour la frime, nouvelle, Paris (inédit).
- Du café sans sucre, nouvelle, Paris (inédit).

### Essais et articles

#### Essais et articles divers en langue khmère
- ស្រុកយើងមានសន្តិភាពមែនឬ?, Nokor Thom, 1974.
- ស្រុកយើងអើយវេទនាដោយសារគេ, Nokor Thom, 1974.
- ជីវប្រវត្តិសង្ខេបនៃទស្សនវិទូក្រិកដ៍ល្បីល្បាញជាងគេក្នុងបុរាណកាល (traduction du livre de François Fénelon: Abrégé des vies des anciens philosophes), 2004, Angkor Borey.
- Pamphlets politiques en ligne, Devaraja, 2005.
- Préface au roman de Sang Savat Écumeur de frontière (khmer : រឿងមហាចោរនៅទល់ដែន) écrit en 1955 et réédité par les éditions Nokor Thom en 1973. Sang Savat aurait été lâchement assassiné par des officiers du gouvernement en 1958, à l'âge de 32 ans, dans le Parc national de Kirirom.

#### Essais et articles divers en langue française
- La composition française au DESPC, Phnom Penh, 1964, avec Ke Sokhan et To Chhun.
- Contes et récits du Cambodge, Pich-Nil Éditeur, Phnom Penh, 1966.
- Kompong Cham, symbole de notre survie (deux ans de pourrissement / les sauveurs), Nokor Thom, Phnom Penh, 1973, (OCLC 20036291).
- Aperçu sur l'évolution de la presse au Cambodge, avec Sin Kim Suy, Phnom Penh, 1974 (traduit en anglais dans Newspapers in Asia: Contemporary Trends and problems, édition de John A. Lent, 219-37, Hong Kong: Heinemann Asia, 1982).
- Dictionnaire Français-Khmer, Phnom Penh, 1974.
- Témoignages sur le génocide du Cambodge, collection de témoignage de réfugiés cambodgiens à la frontière thaïe; co-écrit avec Bernard Hamel, Paris, S.P.L., 1976, (OCLC 924957854).
- De Sang et de Larmes : la Grande Déportation du Cambodge, (co-écrit avec Bernard Hamel, mais Soth Polin a préféré caché son identité par peur des représailles dans son pays, Albin Michel, Paris, 1977.
- Petit dictionnaire français-khmer, Boulogne-Billancourt, CAMA [Comité inter-missions pour les réfugiés du Sud-Est asiatique en France], 1980.
- La diabolique douceur de Pol Pot, Le Monde, 19 mai 1980.
- L’histoire d'une malédiction (ou le malheur d'être cambodgien), Revue universelle des Faits et des idées, Paris, 1980.
- Et le Cambodge bascula dans la guerre, Revue universelle des Faits et des idées, 1980.
- Et Bouddha, le "saccageur de rêves" usurpa le trône divin, Revue universelle des Faits et des idées, Paris, 1981.
- Histoire du jeune moine qui voulut être crocodile, Revue universelle des Faits et des idées, 1981.
- Hari-Hara ou la divinité fondatrice d'Angkor, Revue universelle des Faits et des idées, 1982.
- Les chemins de l'Apocalypse, 350 pages, 1998 (inédit).

### Traductions
Soth Polin a traduit et adapté son propre roman ចំតិតឥតអាសូរ (Sans pitié, les fesses en arrière, Phnom Penh, 1967) pour rédiger la première partie de son roman en français L'Anarchiste.
- ひとづきあい Communicate, They Say (ការទាក់ទងគ្នា...) from 僕に命令しておくれ (ឲ្យបងធ្វើអី... បងធ្វើដែរ / Tout ce que tu me diras de faire.. Je le ferai, 1969), traduit du khmer en japonais par Tomoko Okada (岡田知子), dans Nouvelles modernes (現代カンボジア短編集), Études cambodgiennes, Tokyo University of Foreign Studies, The Daido Life Foundation (大同生命国際文化基金), 2001.
- Communiquer, disent-ils... traduit du khmer par Christophe Macquet, dans la Revue Europe, "Écrivains du Cambodge", 81e année, no 889 / mai 2003. Voir aussi Revue bilingue MEET, no 15, Porto Rico / Phnom Penh, 2011.
- Communicate, They Say, traduit du khmer vers le français par Christophe Macquet du français vers l'anglais par Jean Toyama, In the Shadow of Angkor: Contemporary Writing From Cambodia, revue Mānoa, University of Hawaii Press (2004).
- Demonic Fragrance (ក្លិនតណ្ហានៅហ្វ្រេស្ណូ from ស្ដេចចង់, The Game of the King's Desire, 1992), nouvelles traduites en anglais par ses deux fils, Bora Soth and Norith Soth (inédit).
- The Anarchist, extrait traduit en anglais par Penny Edwards,  dans Words Without Borders Magazine, novembre 2015.
- Soth Polin, avec un extrait de L'Anarchiste traduit en anglais par Penny Edwards, in Mekong Review (en), Volume 1, Number 1, November 2015.
- From The Anarchist, extrait de L'Anarchiste traduit du français vers l'anglais par Penny Edwards, Out of the Shadows of Angkor: Cambodian Poetry, Prose, and Performance through the Ages, revue Mānoa, University of Hawaii Press (2022).
- Génial et génital, traduction du recueil de quatre nouvelles ឲ្យបងធ្វើអី... បងធ្វើដែរ! publié à Phnom Penh en 1969, préfacé et traduit du khmer par Christophe Macquet, Editions Le Grand Os, France, septembre 2017.
- Nul ne peut faire revivre les morts កសាងស្រមោលអតិតៈ, seconde nouvelle du recueil ស្ដេចចង់ (Le Jeu du Roi désir, Long Beach, 1992), traduit du khmer par Christophe Macquet, Éditions Jentayu, magazine de littérature asiatique, Volume 9, 2019.
- L’anarchico traduit du français vers l'italien par Alessandro Giarda, Obarrao Edizioni, in Asia/Cambogia, 2019.
- Command Me to Exist, traduit du khmer vers le français par Christophe Macquet du français vers l'anglais par Francoise Bénichou, Out of the Shadows of Angkor: Cambodian Poetry, Prose, and Performance through the Ages, revue Mānoa, University of Hawaii Press (2022).
- The Aroma of Desire in Fresno, traduit du khmer vers l'anglais par Bora Soth et Norith Soth, Out of the Shadows of Angkor: Cambodian Poetry, Prose, and Performance through the Ages, revue Mānoa, University of Hawaii Press (2022).